# Macrothamnium hylocomioides
Macrothamnium hylocomioides är en bladmossart som beskrevs av Fleischer 1914. Macrothamnium hylocomioides ingår i släktet Macrothamnium och familjen Hylocomiaceae. Inga underarter finns listade i Catalogue of Life.